# Sara Erb

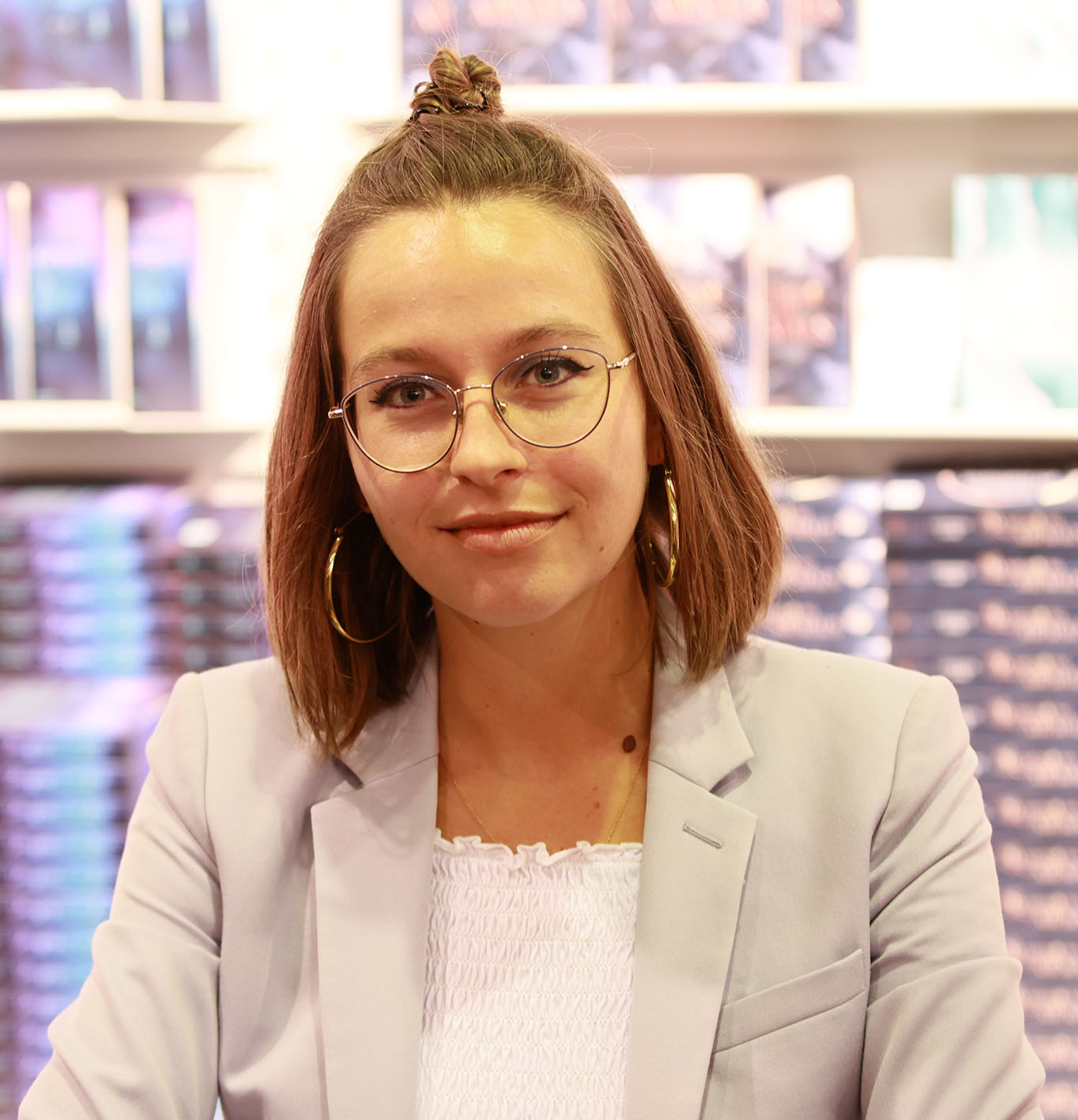
Sara Erb, Frankfurter Buchmesse 2022

Sara Erb (geboren 1993) ist eine österreichische Fantasy-Schriftstellerin mit einem Schwerpunkt im Genre Romantasy.

## Leben und Werk
Sara Erb studierte nach einem Auslandsjahr in London Germanistik an der Universität Innsbruck, welche sie im Jahr 2016 mit einem Bachelor of Arts verließ. Im selben Jahr bildete sie sich an der Tiroler Journalismusakademie und 2017 an der Akademie für Mode und Design im Bereich Styling fort. Ab Mai 2017 arbeitete sie als freie Journalistin, unter anderem für das Sillpark NEXT Magazin sowie die Magazine Die Kufsteinerin und Die Wörglerin. Ihre Tätigkeit als Journalistin führte sie 2018 nach Innsbruck zum Radio Welle 1, wo sie als Redakteurin und Moderatorin tätig war. Seit 2017 betreibt sie ein Blog mit dem Titel La Sara Leona. Die Tätigkeit als Bloggerin unterbrach sie für einige Jahre, als sie im Marketing einer Hotelkette arbeitete. Seit 2020 ist sie daneben als Coach tätig.
Im Jahr 2021 erschien ihr erster Roman im Adakia Verlag in Leipzig, Band 1 der dreiteiligen Urban-Fantasy-Reihe um die Protagonistin Chelsea Stern, Lichtmagie. Band 2 folgte im Jahr 2023, ein dritter Band ist vorgesehen.

## Publikationen
- Chelsea Stern: Lichtmagie. Band 1. Adakia Verlag, Leipzig 2021, ISBN 978-3-941935-88-4.
- Chelsea Stern: Schattentäuschung. Band 2. Adakia Verlag, Leipzig 2023, ISBN 978-3-941935-88-4.
- Translator of the Universe. Bookapi Verlag, Leipheim 2023, ISBN 978-3-98595-560-2.